# Мачаненг (аэропорт)
Аэропорт Мачаненг (ИКАО: FBMG) — военный аэропорт, расположенный вблизи Мачаненга (Ботсвана).